# Бахметєвка (Нижньогородська область)
Бахметєвка (рос. Бахметьевка) — присілок в Сеченовському районі Нижньогородської області Російської Федерації.
Населення становить 108 осіб. Входить до складу муніципального утворення Болтинська сільрада.

## Історія
Від 2009 року входить до складу муніципального утворення Болтинська сільрада.

## Населення
| 2002 | 2010 |
| ---- | ---- |
| 158  | ↘108 |